# Арачиново (община)
Арачиново (на албански: Komuna e Haraçinës; на македонска литературна норма: Општина Арачиново) е община, разположена в северната част на Северна Македония, недалеч от Скопие. Център на общината е село Арачиново. Населението ѝ е 11 597 души (2002 г.). Тя е една от най-малките в Северна Македония, нейната площ е едва 31,3 km2, като освен центъра на общината село Арачиново, тя включва още само три села. Над 90% от населението на общината е албанско. Според възрастовата структура на населението Община Арачиново има най-младото население в Северна Македония.
По време на сблъсъка през 2001 г. в Северна Македония между албански бунтовници и правителствените сили районът на общината е силно засегнат от военните действия.
До 2013 година кмет на Арачиново е Бастри Байрами. На местните избори в 2017 за кмет на общината е избрана Миликие Халими.

## Структура на населението
Според преброяването от 2002 година община Арачиново има 11 597 жители.
| Етническа принадлежност | Процент |
| северномакедонци        | 5,14%   |
| албанци                 | 93,80%  |
| турци                   | 0,00%   |
| роми                    | 0,00%   |
| власи                   | 0,01%   |
| сърби                   | 0,09%   |
| бошняци                 | 0,56%   |
| други                   | 0,40%   |